# Ancenis
Ancenis (bretonisch Ankiniz) ist eine Ortschaft und eine ehemalige französische Kleinstadt mit zuletzt 7.656 Einwohnern (Stand 2016) im Département Loire-Atlantique in der Region Pays de la Loire; sie gehörte zum Arrondissement Châteaubriant-Ancenis und zum Kanton Ancenis.
Mit Wirkung vom 1. Januar 2019 wurden die ehemaligen Gemeinden Ancenis und Saint-Géréon zur Commune nouvelle Ancenis-Saint-Géréon zusammengeschlossen. Den früheren Gemeinden wurde in der neuen Gemeinde der Status einer Commune déléguée nicht zuerkannt. Der Verwaltungssitz befindet sich im Ort Ancenis.

## Geografie
Die Ortschaft liegt am rechten, nördlichen Ufer der Loire, auf halbem Weg zwischen Angers und Nantes. Hier mündet der Fluss Grée in die Loire.
Nachbarortschaften von Ancenis sind: Oudon, Saint-Géréon, Couffé, Mésanger, La Roche-Blanche, Vair-sur-Loire im Département Loire-Atlantique, sowie Orée d’Anjou im Département Maine-et-Loire.
Der Ort hat einen Bahnhof an der Bahnstrecke Tours–Saint-Nazaire.

## Geschichte
Gegründet wurde der Ort im Jahr 984.

## Wappen
Wappenbeschreibung: In Rot drei (2:1) mit Hermelin belegte Fünfblätter.

## Bevölkerungsentwicklung
| Jahr                       | 1962 | 1968 | 1975 | 1982 | 1990 | 1999 | 2006 | 2013 | 2016 |
| -------------------------- | ---- | ---- | ---- | ---- | ---- | ---- | ---- | ---- | ---- |
| Einwohner                  | 5102 | 5648 | 6997 | 7076 | 6896 | 7009 | 7407 | 7474 | 7656 |
| Quellen: Cassini und INSEE |      |      |      |      |      |      |      |      |      |

## Sehenswürdigkeiten
- Kirche Saint-Pierre aus dem 15. und 16. Jahrhundert
- Ursulinenkloster mit angeschlossener Kapelle, 17. Jahrhundert
- Kapelle Notre-Dame de la Délivrance
- Dolmen de la Pierre Couvretière aus dem 4. Jahrhundert v. Chr.
- Menhir de la Gréserie
- Mittelalterliche Altstadt
- Mittelalterliche Loire-Deiche, 10. Jahrhundert
- Burg, 15. bis 17. Jahrhundert (Monument historique seit 1977)
- Markthallen, 1861/62
- Wasserturm
- Rathaus (Hôtel de ville), 1863
- Hängebrücke Bretagne-Anjou, 1953

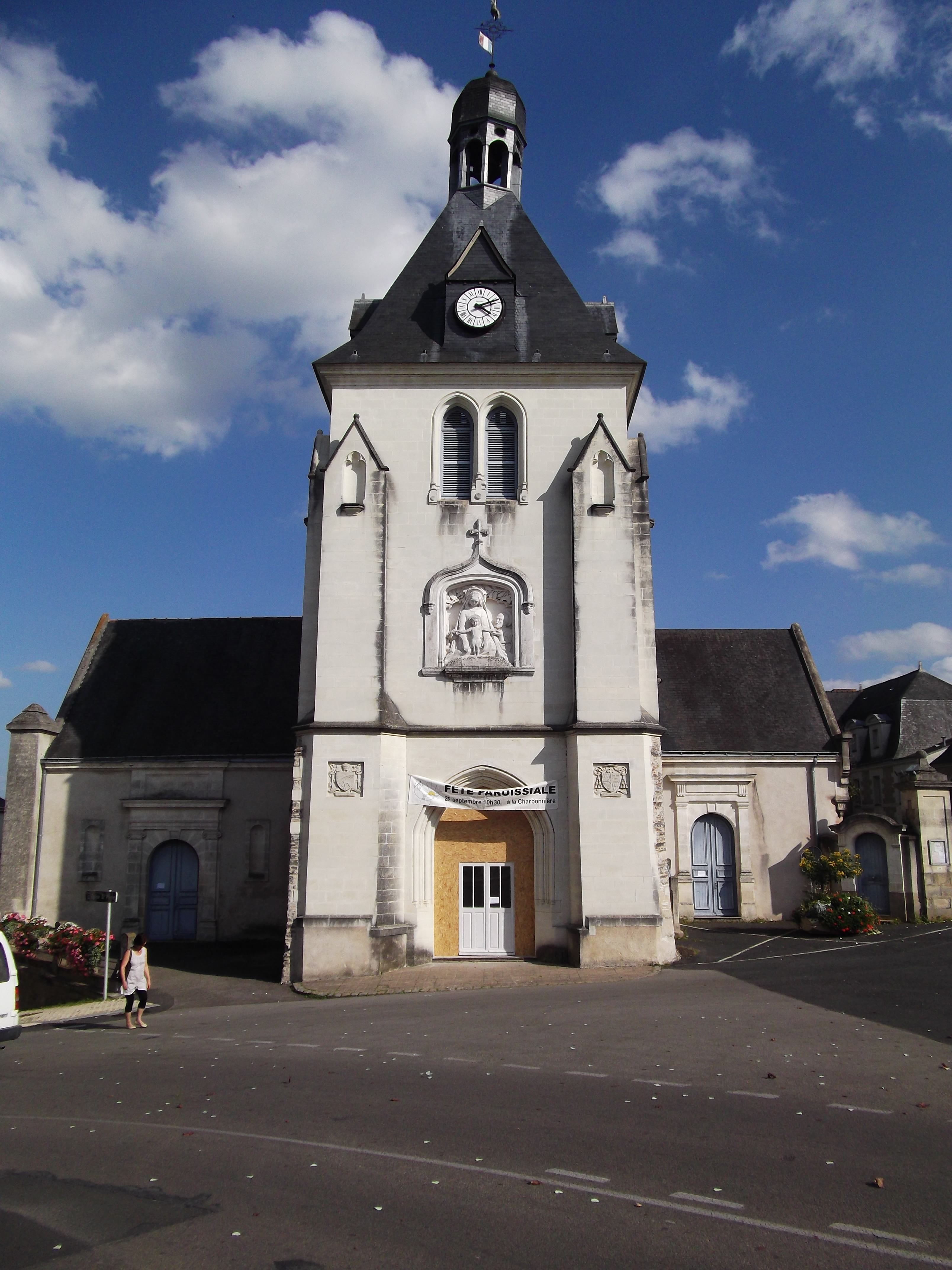
Kirche Saint-Pierre
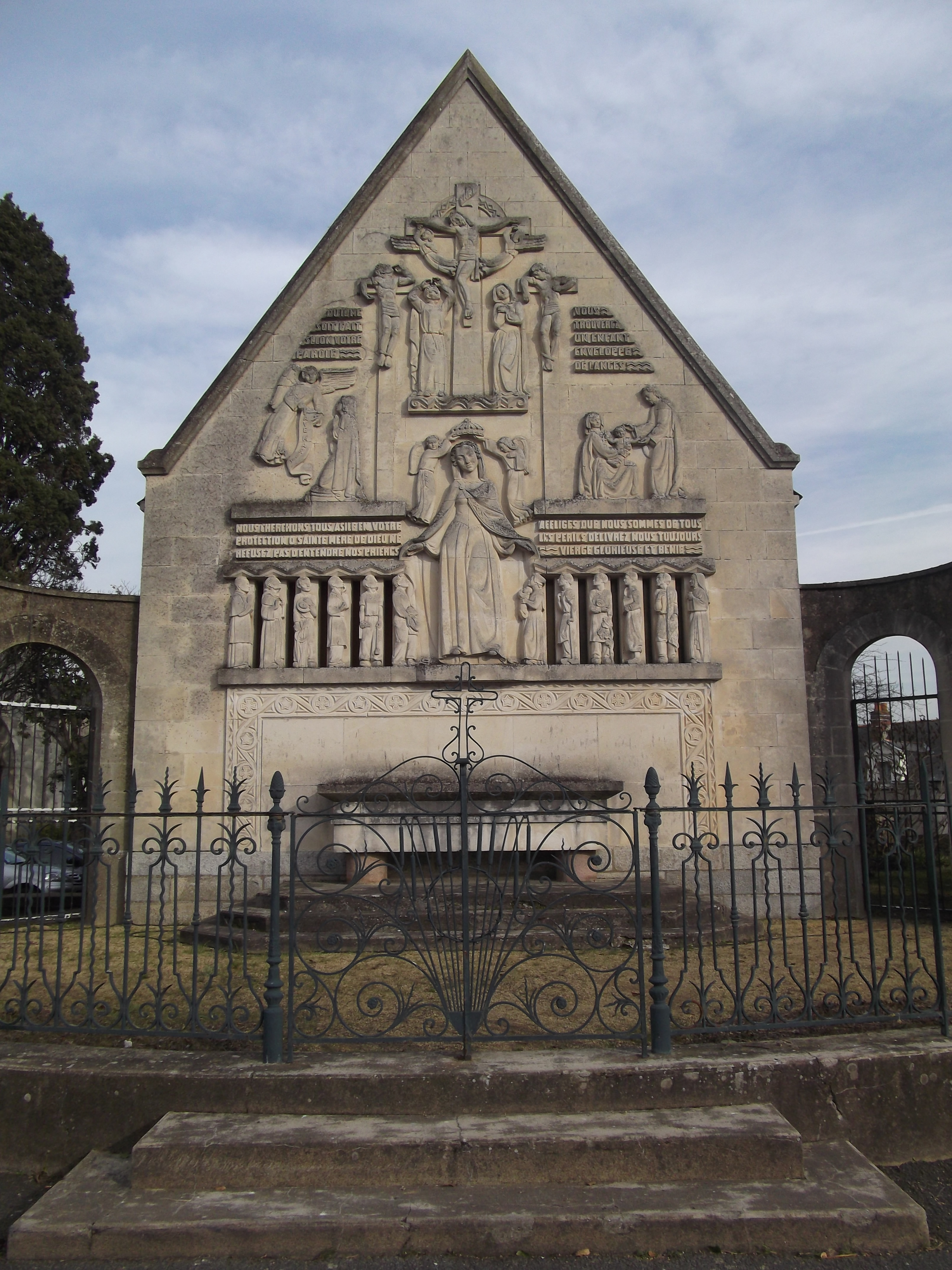
Kapelle Notre-Dame de la Délivrance
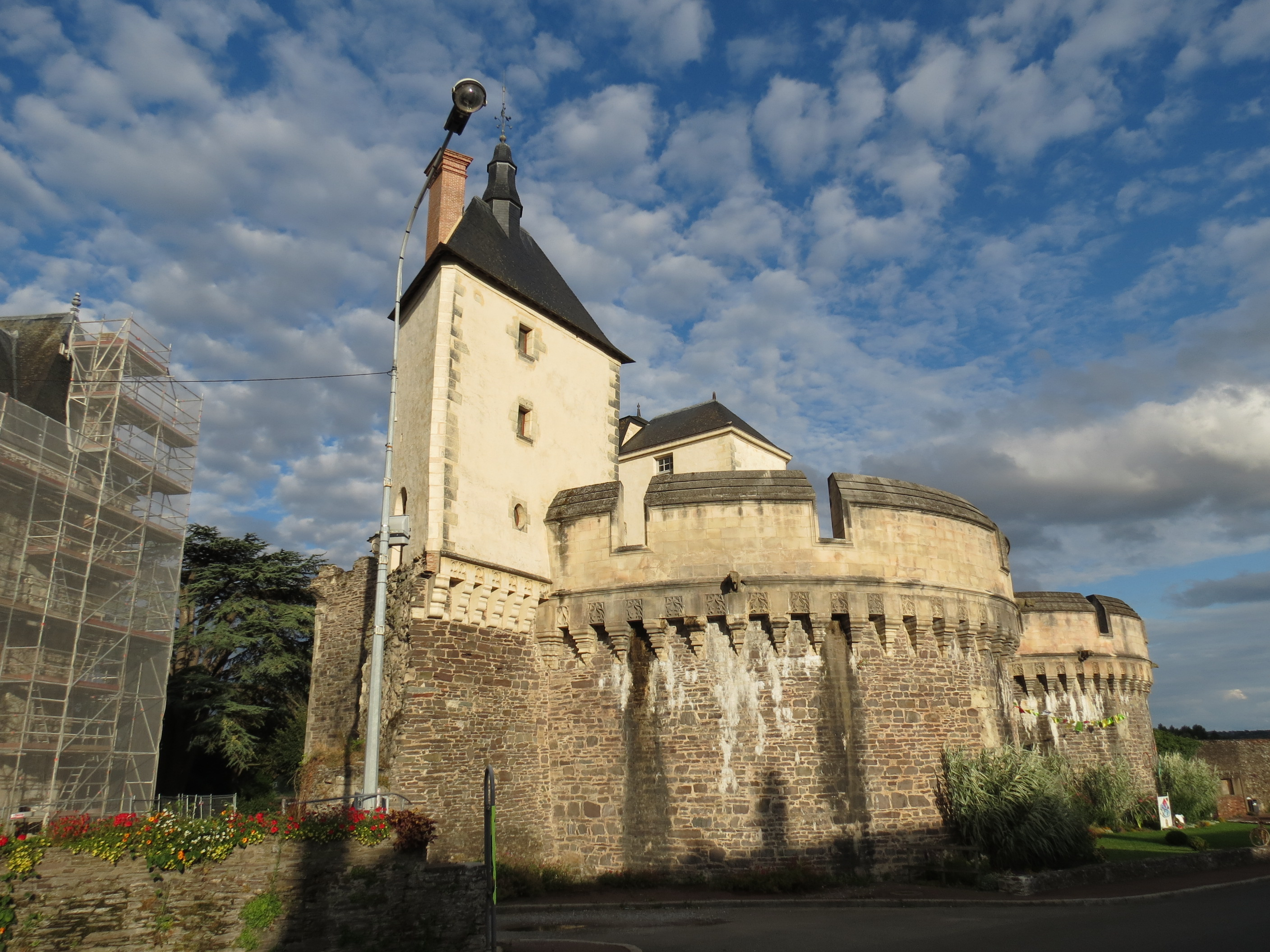
Burg Ancenis
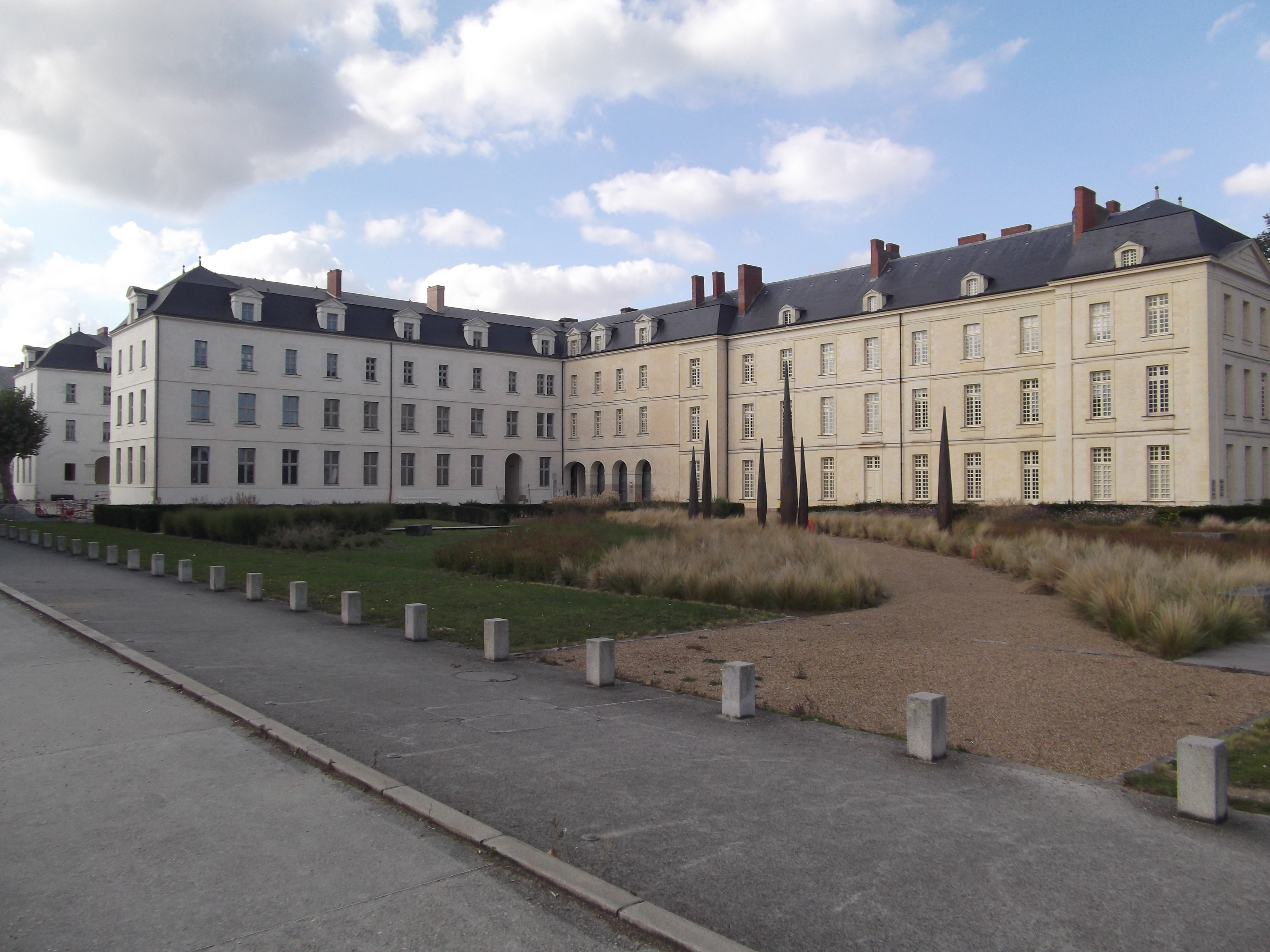
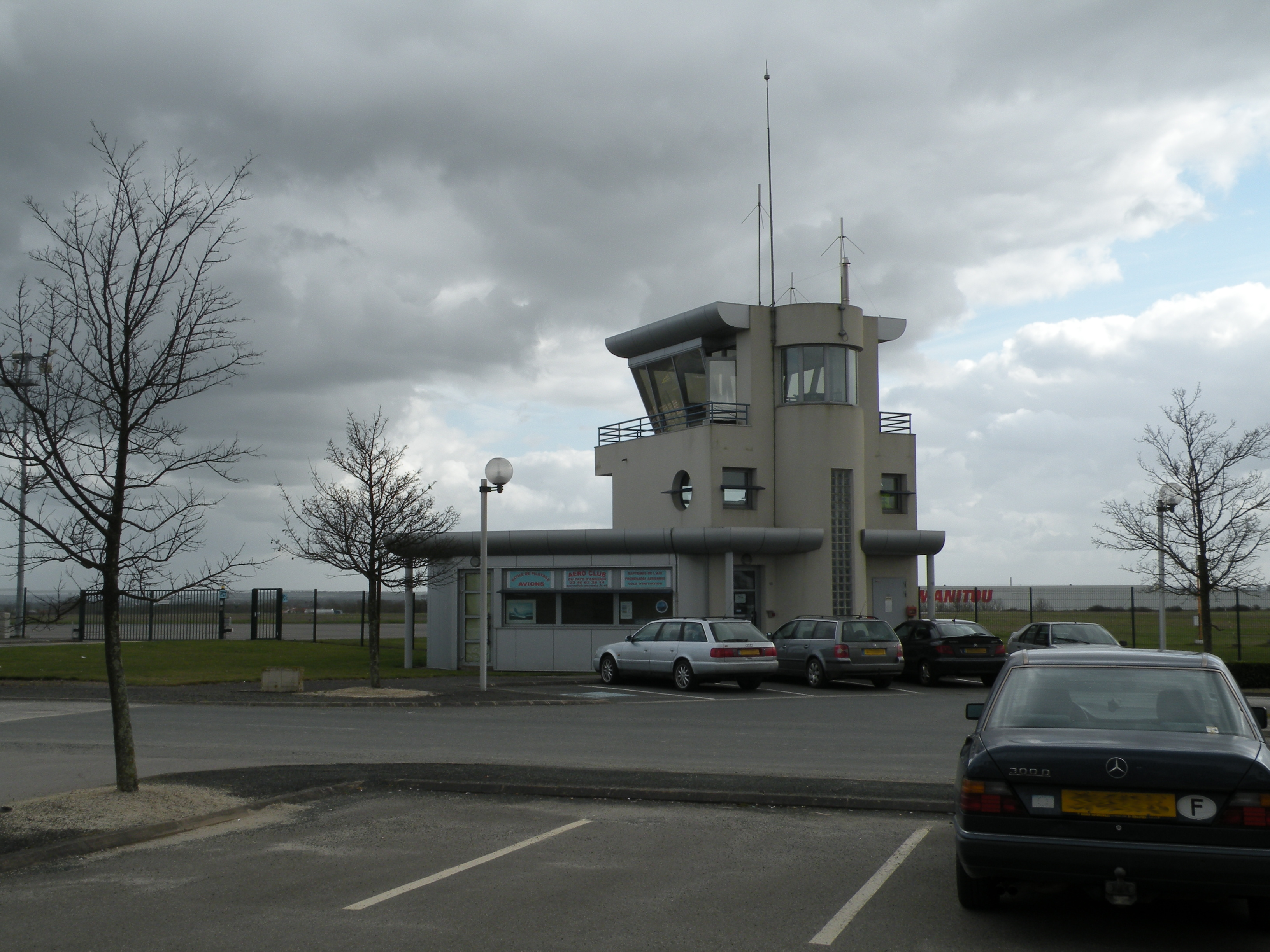
Tower des Flugplatzes Ancenis
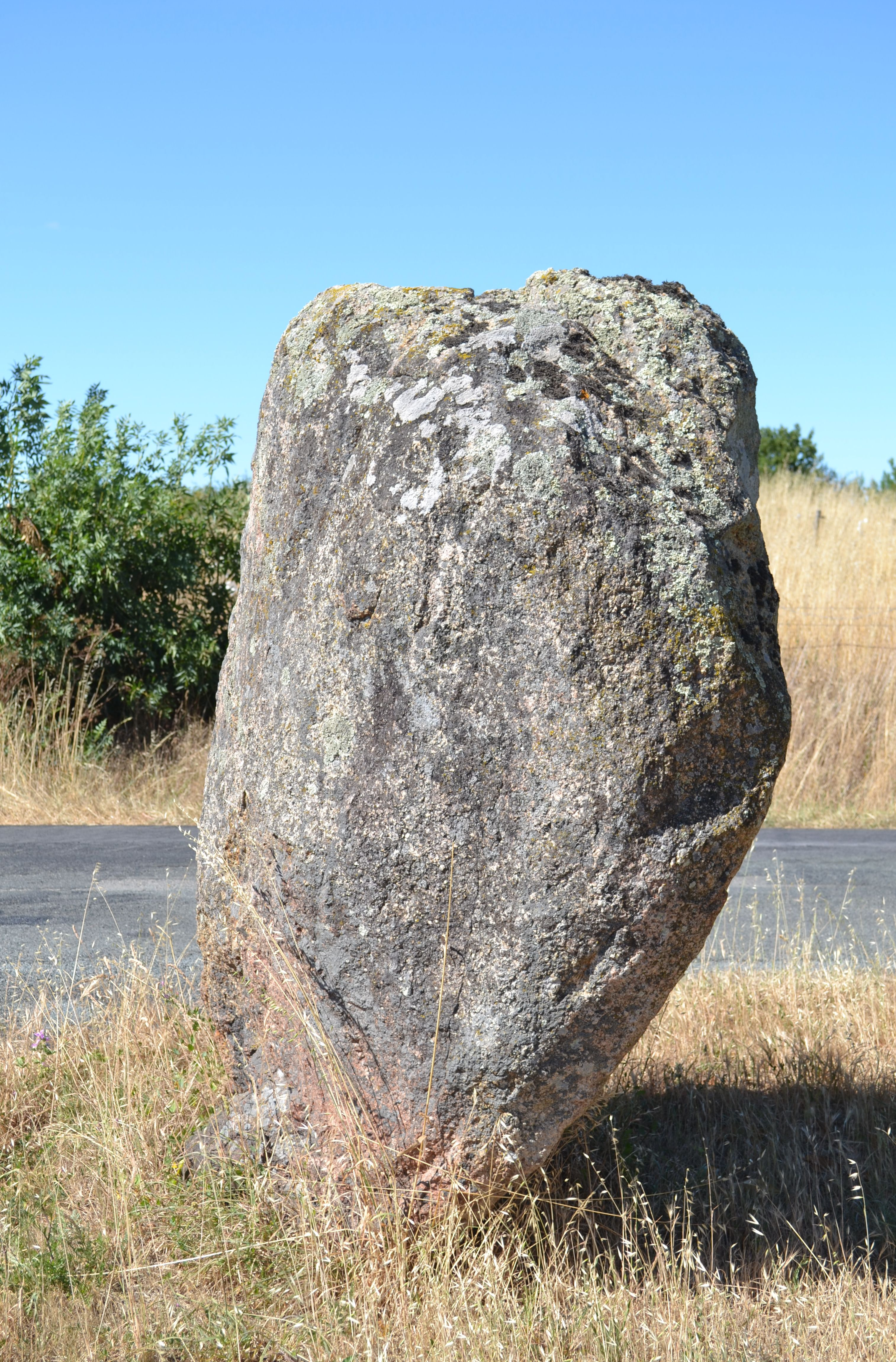
Menhir de la Gréserie
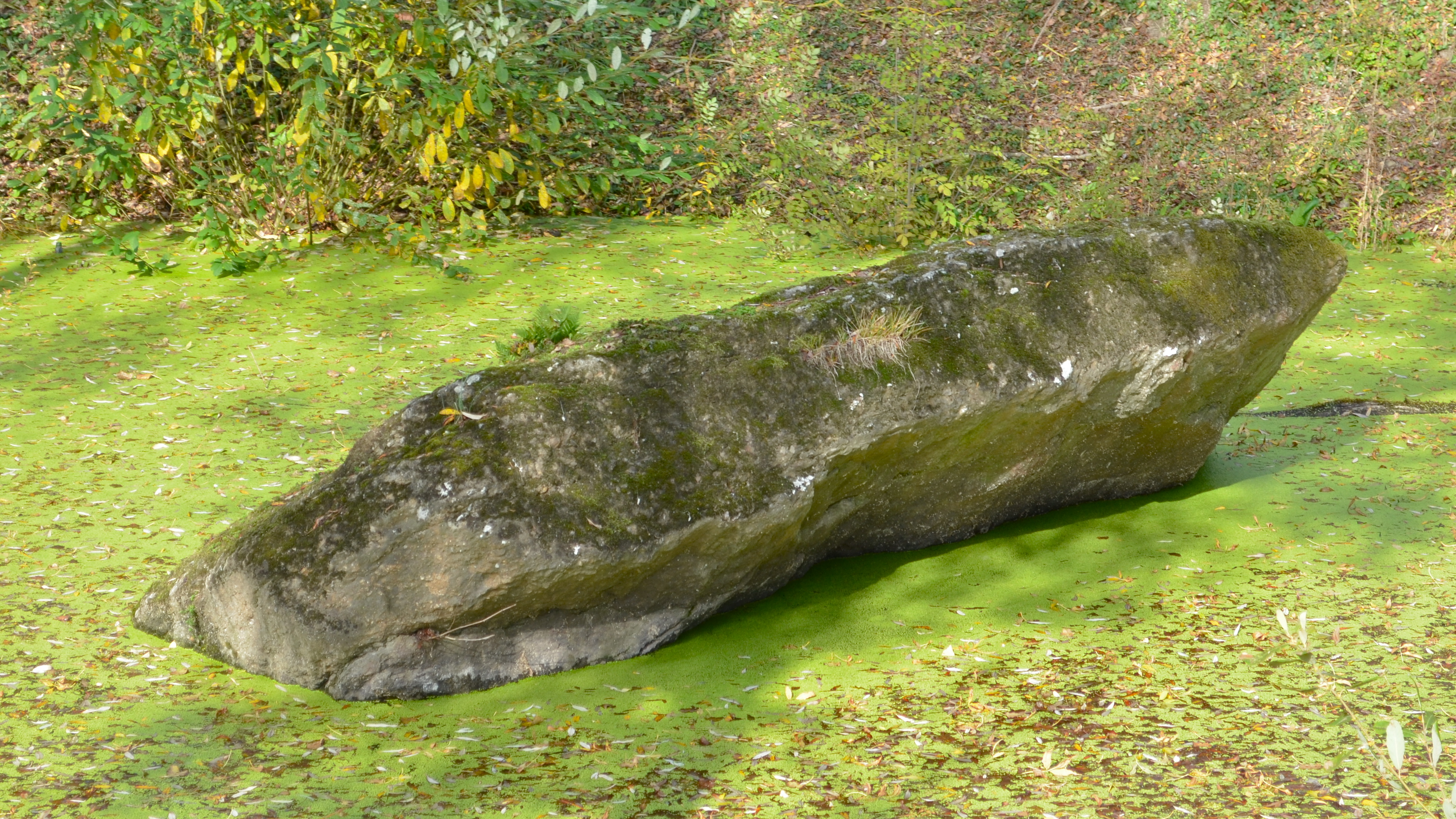
Dolmen de la Pierre Couvretière
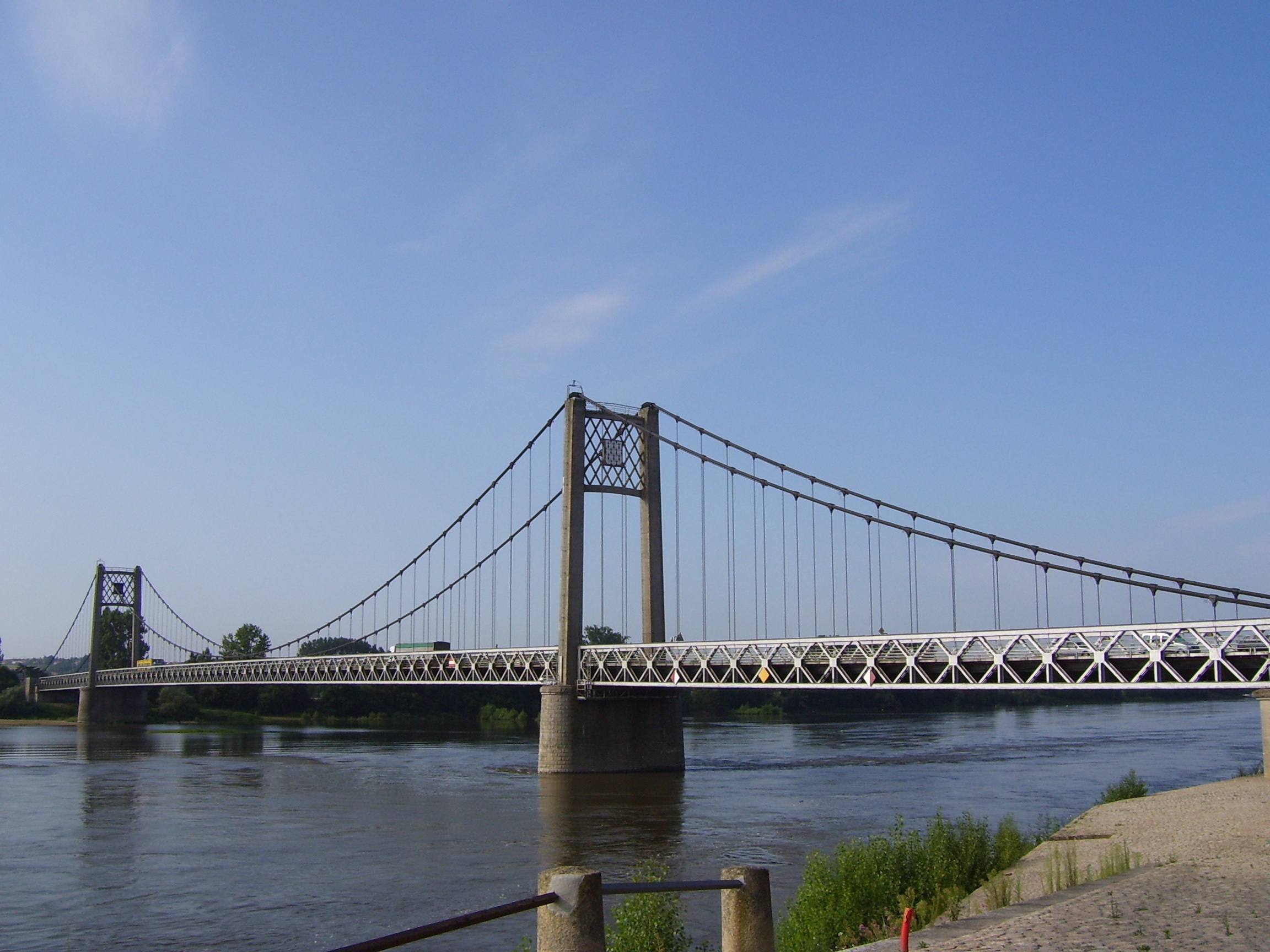
Loirebrücke

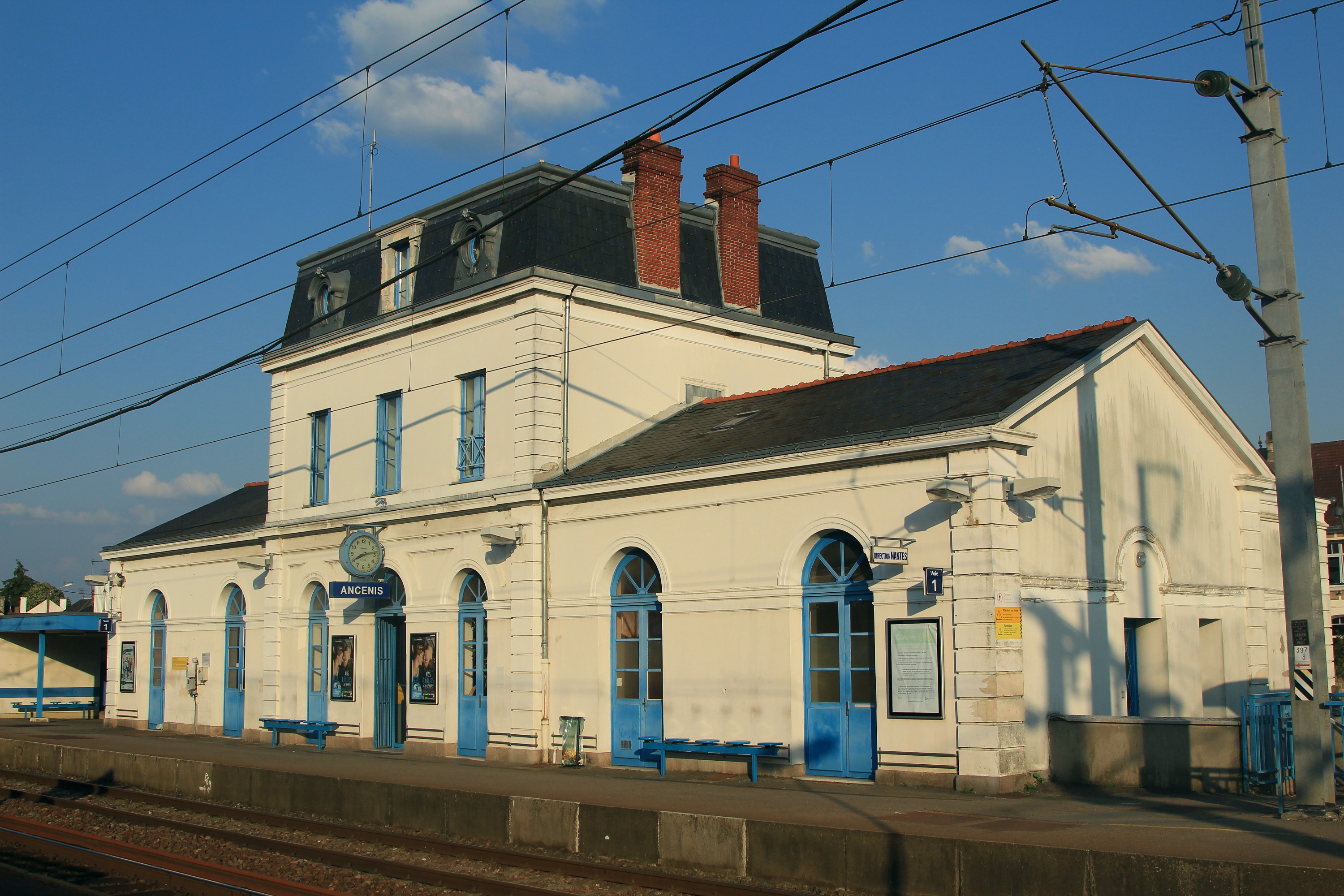
Bahnhof
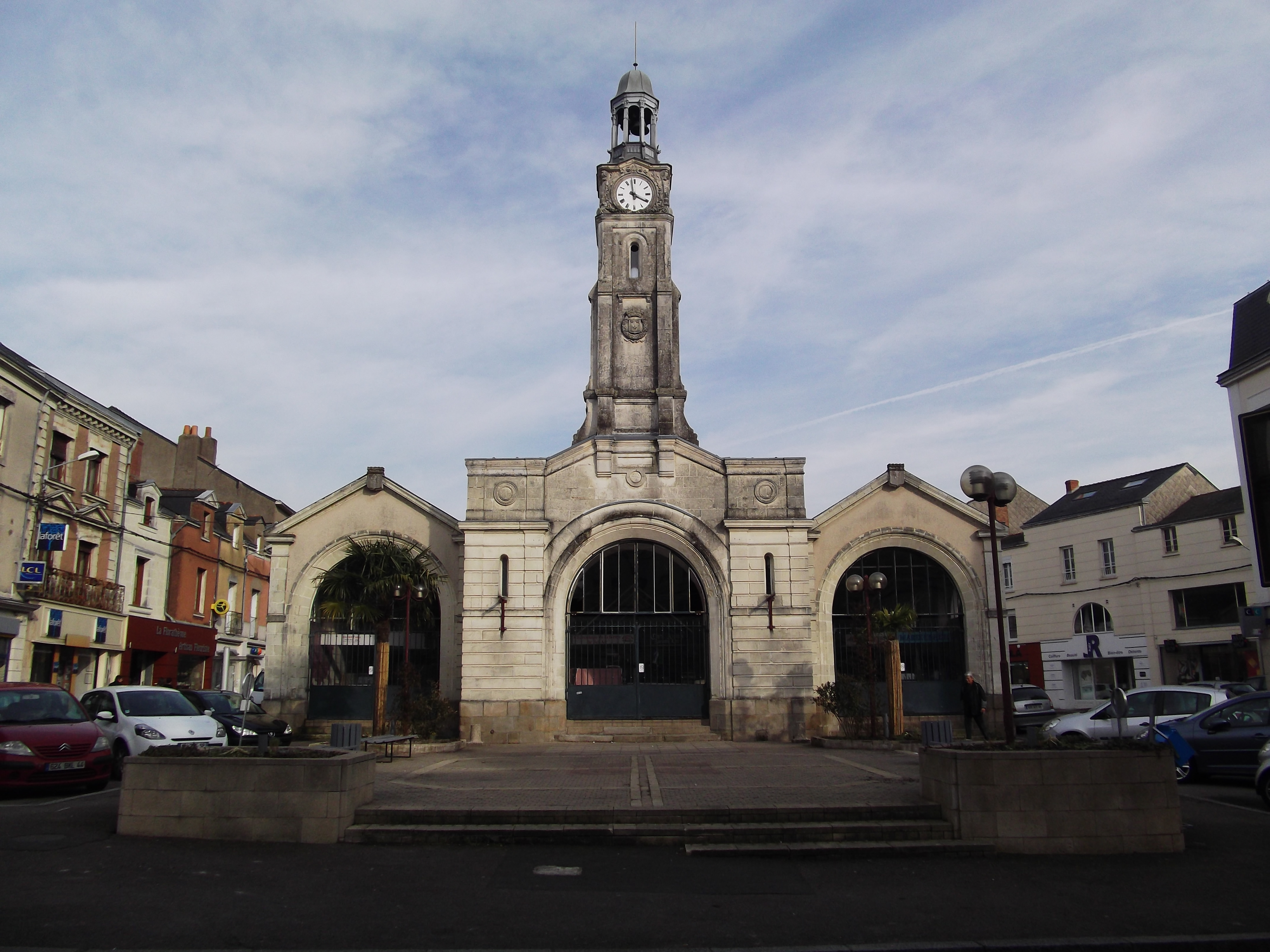
Ehemalige Markthallen
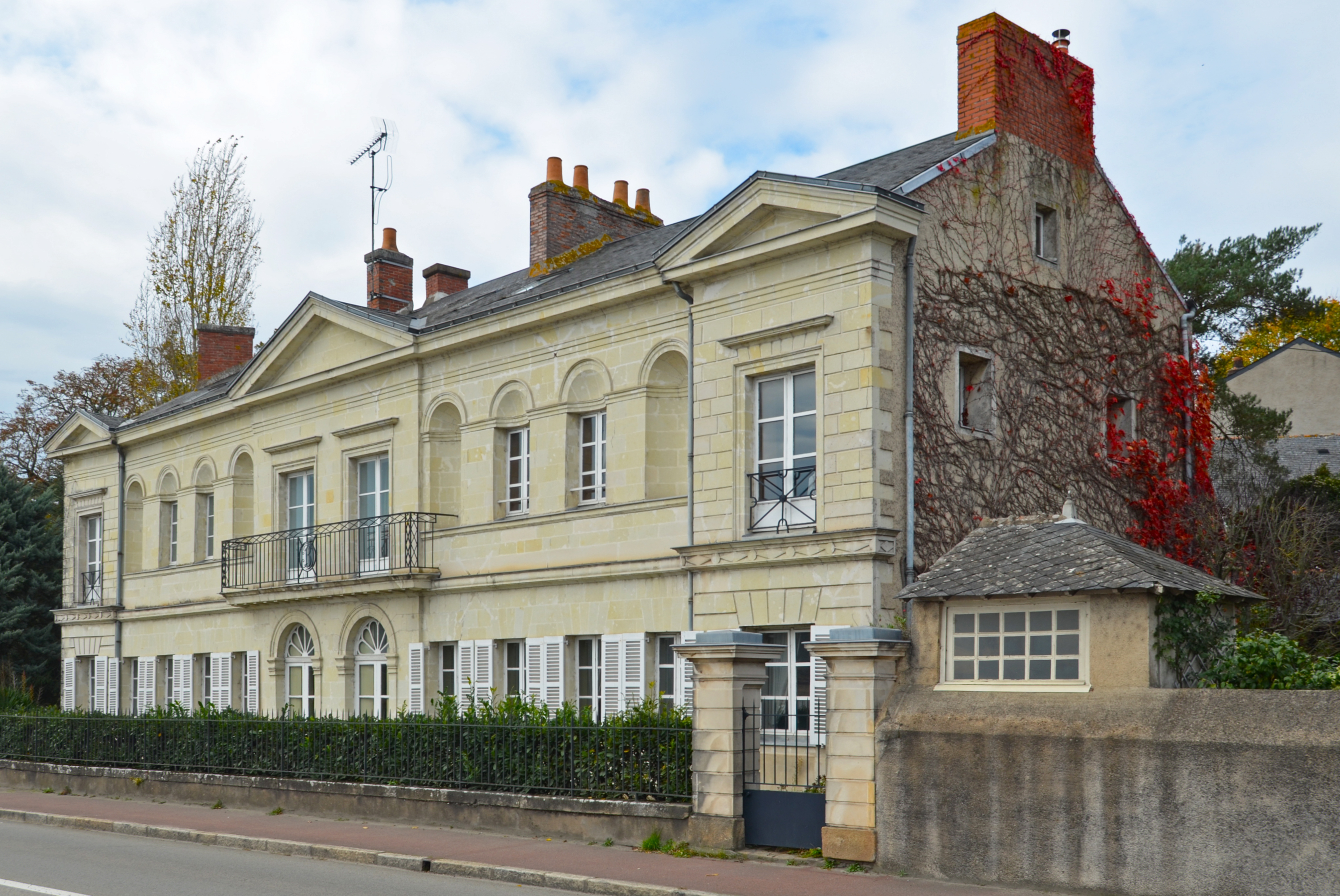
Villa de la Douvelière
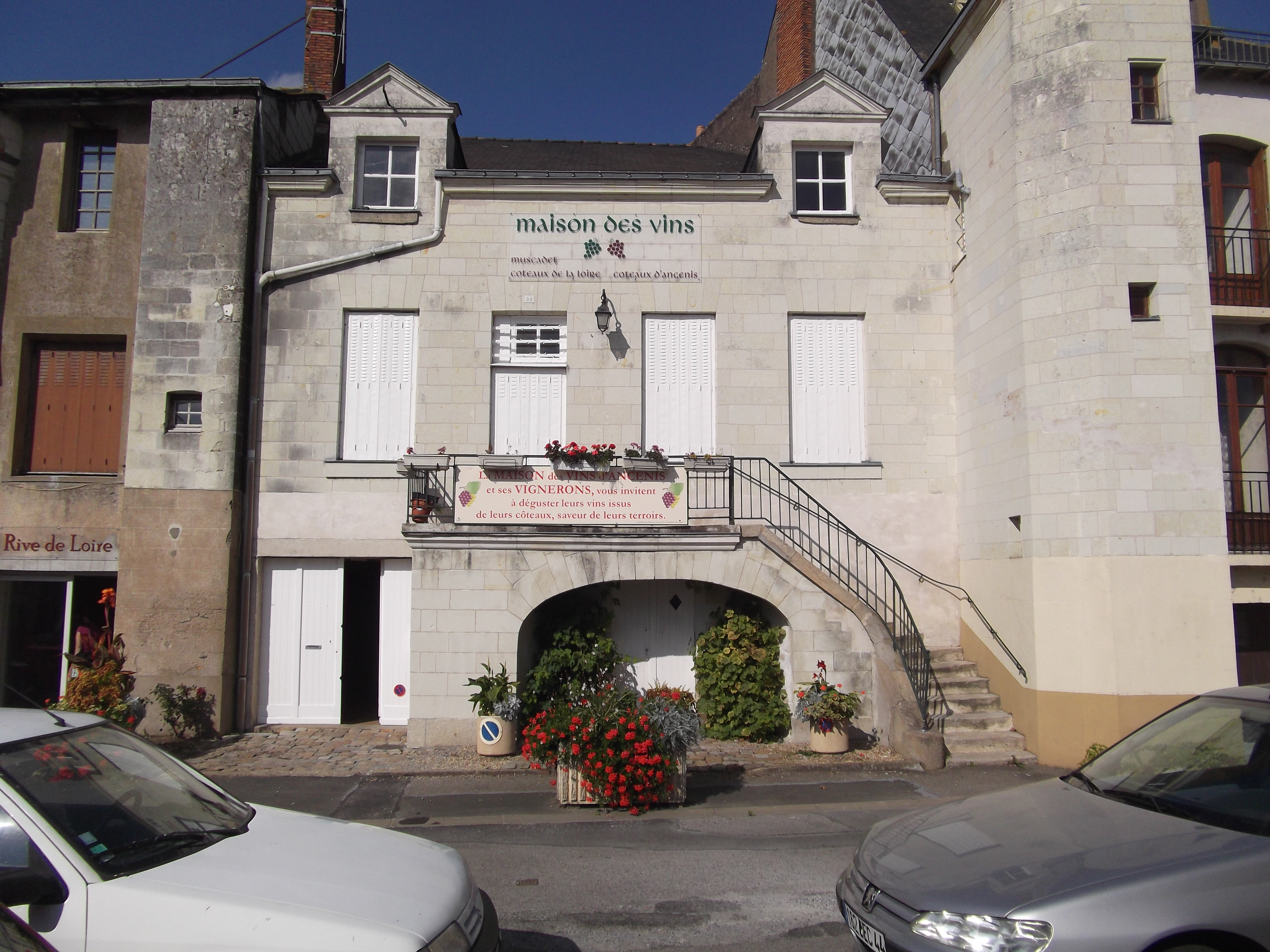
Haus des Weines
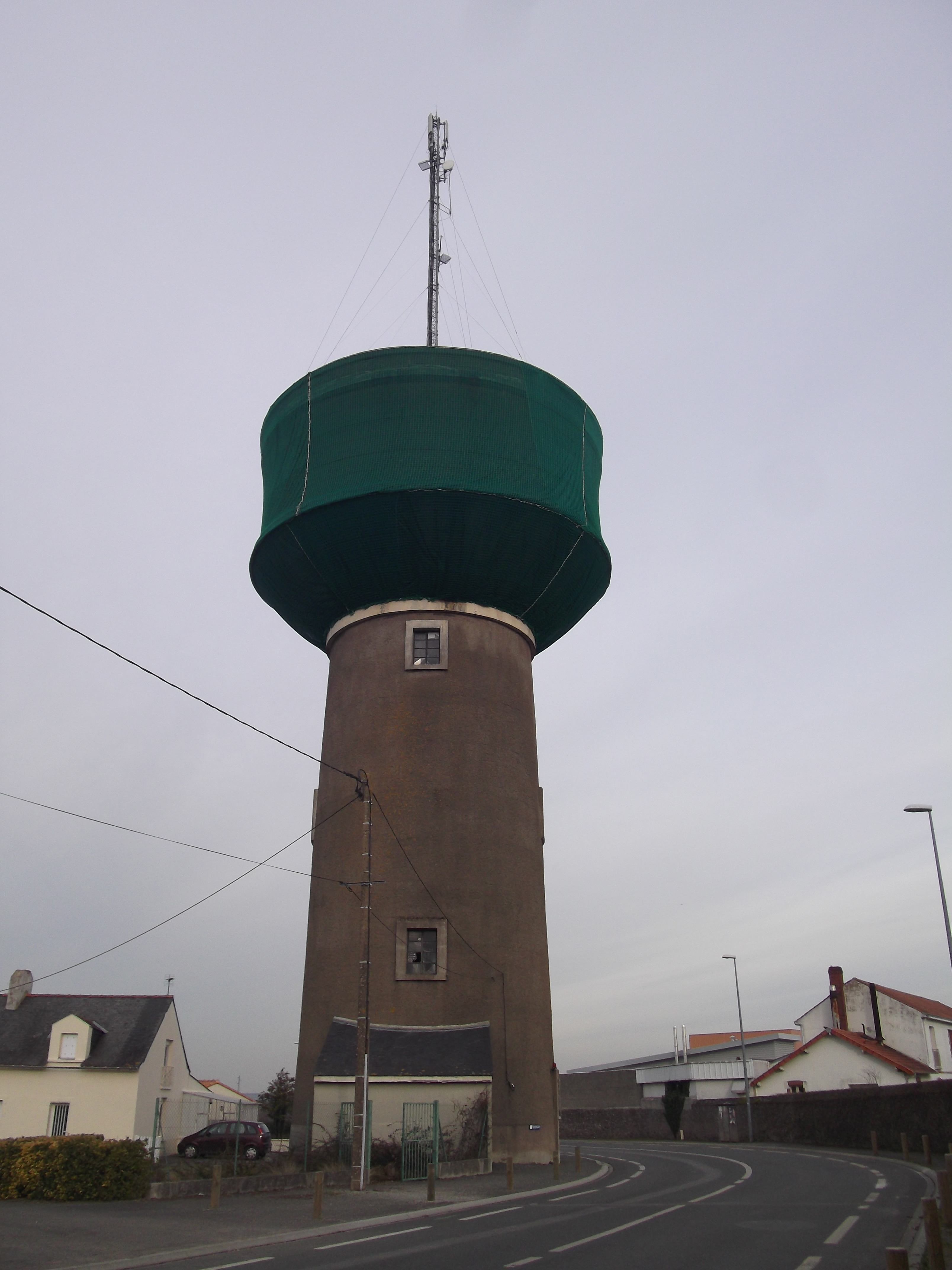
Wasserturm
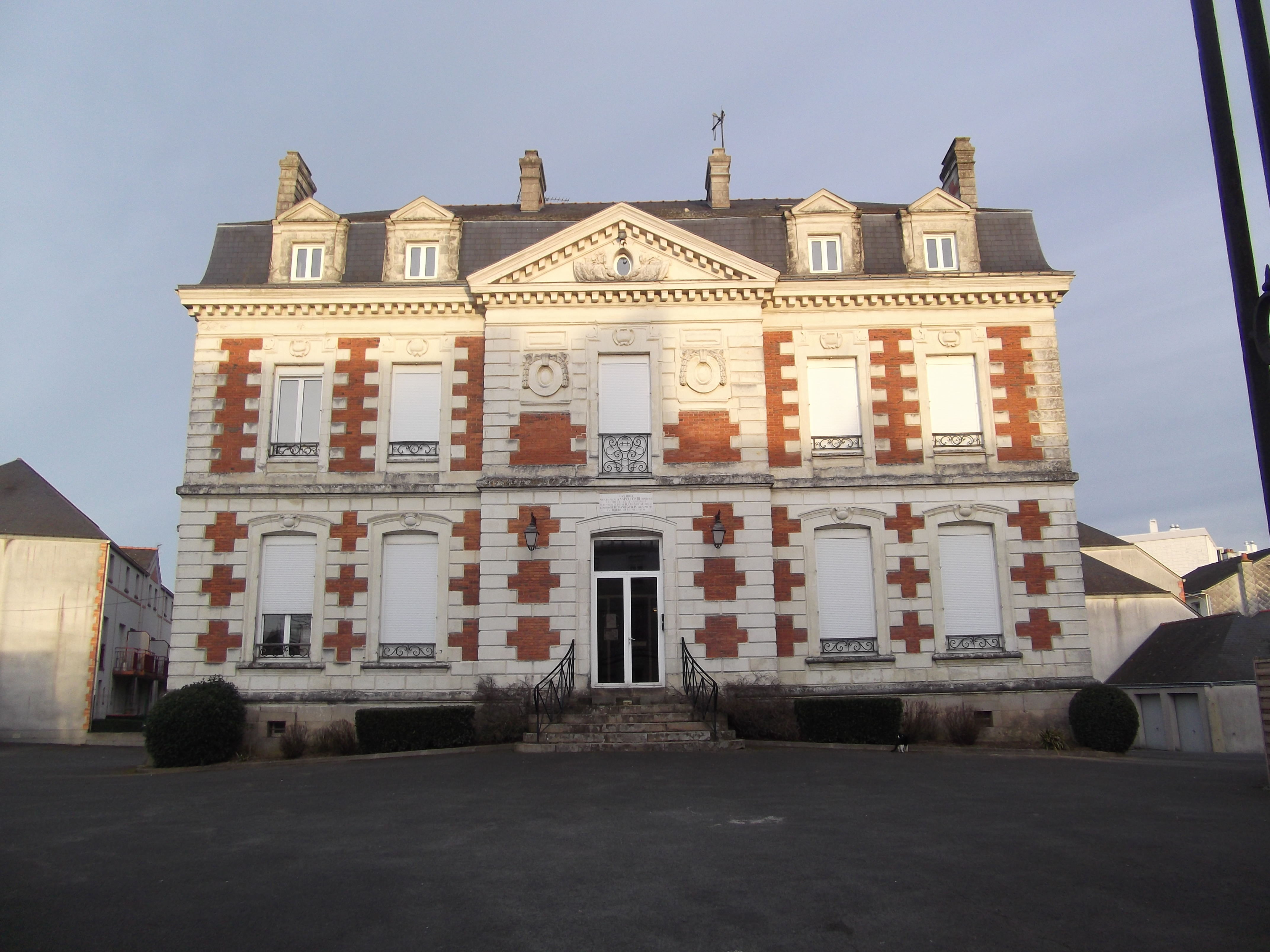
Sitz der Unterpräfektur
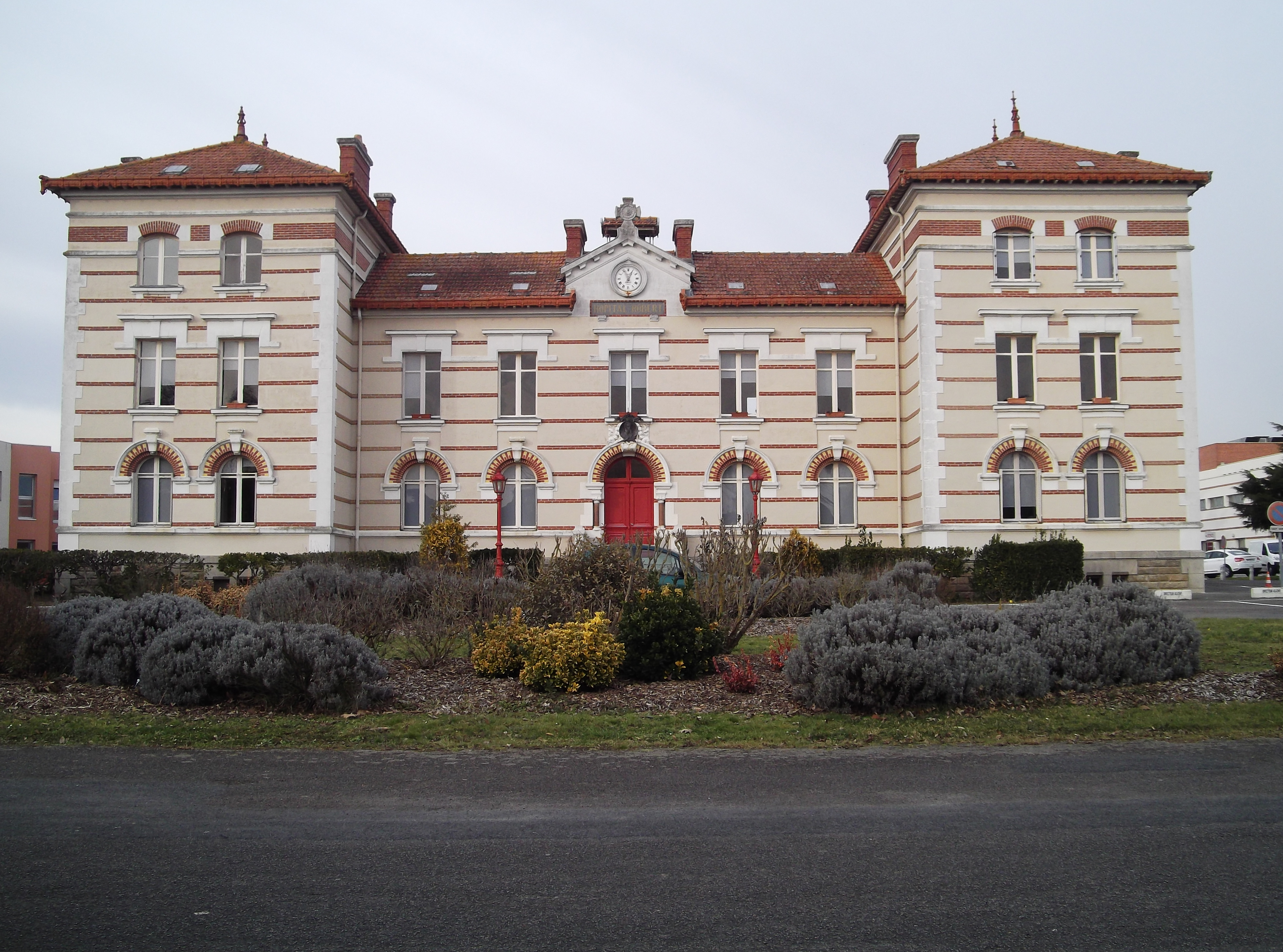
Krankenhaus
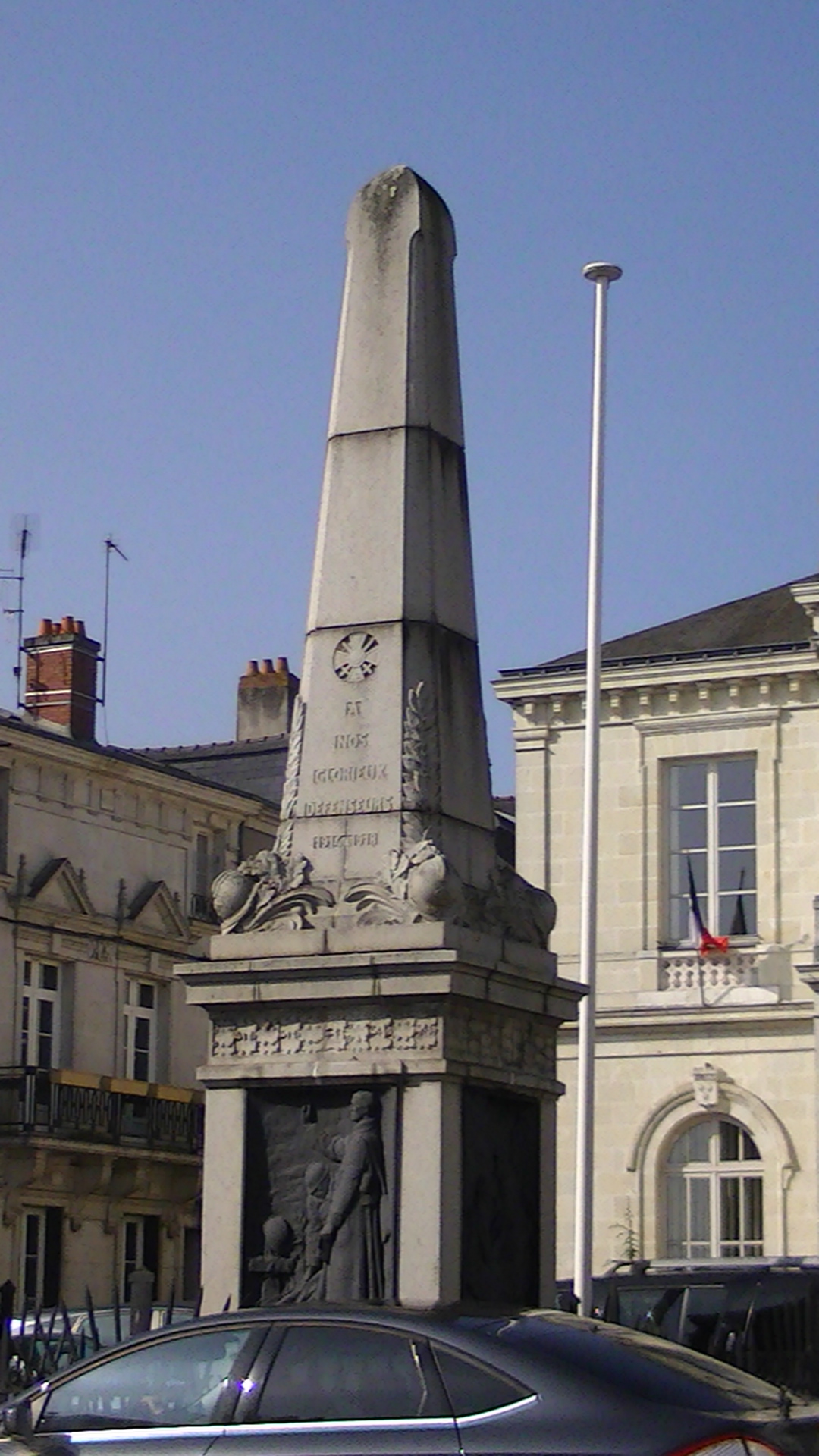
Gefallenendenkmal

## Persönlichkeiten
- Jacques-Nicolas de Fleuriot de La Freulière (1738–1824), Offizier und Truppenführer
- Jean-Pierre Dautel (1917–2000), Dirigent und Komponist
- Bernard Toublanc-Michel (1927–2023), Filmregisseur
- Jacqueline Moreau (* 1929), Kostümbildnerin
- Édouard Landrain (1930–2006), Politiker
- Denis Moutel (* 1952), römisch-katholischer Bischof von Saint-Brieuc
- Jordan Veretout (* 1993), Fußballspieler